# Sint-Martinuskerk (Hoogland)
De Sint-Martinuskerk in Hoogland is een kerk gebouwd in 1882. Het gebouw en de geloofsgemeenschap maken deel uit van de rooms-katholieke parochie Onze Lieve Vrouw van Amersfoort. De kerk heeft in de tuin ook een Lourdesgrot.

## Geschiedenis
In 1696 stelde de vrouwe van Emiclaer een stukje grond van vierhonderd roeden van de boerderij 'De Langenoord' beschikbaar waar een kerk werd gebouwd. In 1770 werd het waarschijnlijk houten kerkje verbouwd. In 1840 vond de tweede verbouwing plaats door architect Christiaan Kramm en werd de kerk vergroot. In 1881 werd naar ontwerp van de architect Alfred Tepe met de bouw van een nieuwe kerk begonnen en deze werd in de kerstnacht van 1882 in gebruik genomen. Pierre Cuypers verzorgde de decoratie. Op 21 mei 1883 vond de kerkwijding plaats. 
In 1943 heeft de Duitse bezetter de klokken van de kerk gevorderd om deze waarschijnlijk te laten omsmelten. In 1945 werd de toren van de kerk op 19 april opgeblazen door de Duitse bezetters. De Duitsers wilden niet dat de geallieerden de toren vanuit de lucht zouden gebruiken als herkenningspunt. Pas in 1955 is de kerk hersteld door architect Th. J. van Elsberg. Dit gebeurde in opdracht van Mgr. Alfrink. Hiervoor zijn de oude stenen van de toren gebruikt, al is de vorm van de huidige toren anders dan die van de vooroorlogse toren. Op 26 augustus 1957 werden er drie nieuwe klokken in de toren gehesen. Later kwam er nog een zware vierde bij. Die wordt alleen geluid op hoogtijdagen, dit in verband met mogelijke schade aan het metselwerk door trillingen. 
In 2010 fuseerde de parochie met die van de zes overige in Amersfoort en Hooglanderveen

### Interieur
In de kerk zijn 12 glas-in-loodramen, die samen de geloofsbelijdenis voorstellen. Deze zijn ontworpen door glazenier Abram Stokhof de Jong. Het gebouw bevat neogotische stijlelementen.

## Begraafplaats 'De Langenoord'
Naast het kerkgebouw is een begraafplaats met 794 graven. Deze is in beheer bij de stichting R.K. Begraafplaatsen Amersfoort.
- Bekend persoon die daar is begraven:

  - Everardus Wittert van Hoogland (1875-1959).